# N1 (Ierland)
De N1 is een nationale primaire weg in Ierland met een lengte van 94 kilometer. De weg verbindt de steden Dublin en Belfast met elkaar. De nationale weg 1 begint in Dublin op het knooppunt met de M50 en loopt daarna via Dublin Airport, Drogheda en Dundalk naar de grens met Noord-Ierland. In Noord-Ierland loopt de weg verder als A1 naar Belfast.
De gehele N1 is onderdeel van de E-01. Het grootste gedeelte is uitgebouwd tot de autosnelweg M1. Iets ten zuiden van de Noord-Ierse grens is de weg dat niet en is deze uitgebouwd tot vierstrooksweg met middenberm.
Tot 2012 begon de N1 in het centrum van Dublin als weg met twee rijstroken bij de O'Connell Bridge, maar sinds de declassificering van de meeste nationale wegen binnen de ring M50 rond de stad begint de N1 op het knooppunt met deze ring. Sindsdien is dit wegdeel hernummerd naar de R132, wat hetzelfde wegnummer is dat de voormalige tracés van de N1 langs de rest van de weg hebben.

## Primaire bestemmingen
De volgende primaire bestemmingen (primary destinations) liggen aan de N1:
- Dublin Airport
- Swords
- Balbriggan
- Drogheda
- Dundalk